# Arcylutnia

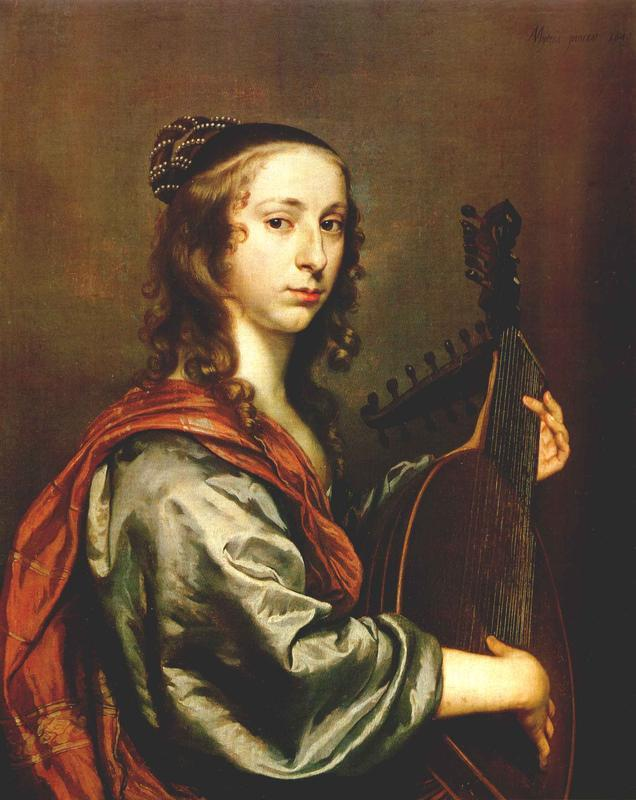
Kobieta grająca na lutni teorbanizowanej

Arcylutnia (arciliuto, archiliuto, archlute) – instrument muzyczny, w którym źródłem dźwięku są napięte struny szarpane palcami; używana głównie w XVI i XVII wieku basowa odmiana lutni, wyposażona w długą szyjkę i większą niż zwykła lutnia liczbę strun, stosowana w kościelnych i świeckich zespołach wokalno-instrumentalnych do akompaniamentu i realizacji generałbasu. Struny basowe strojone są wg indywidualnych potrzeb, zazwyczaj w skali malejącej – najwyższy dźwięk wydaje struna położona najniżej, najniższy – położona najwyżej.
Arcylutnie zaczęły być budowane w XVI wieku, kiedy instrumenty basowe nabrały większego znaczenia. Początkowo lutniści wyposażali instrumenty w dodatkowe, niskobrzmiące (basowe, burdonowe) struny, jednak zasięg palców dłoni obejmującej szyjkę pozostawał ograniczeniem. Problemowi zaradzono rozpinając struny basowe nie nad podstrunnicą, ale obok niej – między wspólnym mostkiem a osobną komorą kołkową w dodatkowej główce. Strun tych nie skraca się palcami, lecz dostraja się je każdorazowo do basowych dźwięków utworu muzycznego. Powstały trzy główne typy arcylutni: chitarrone, teorban oraz lutnia teorbanizowana.

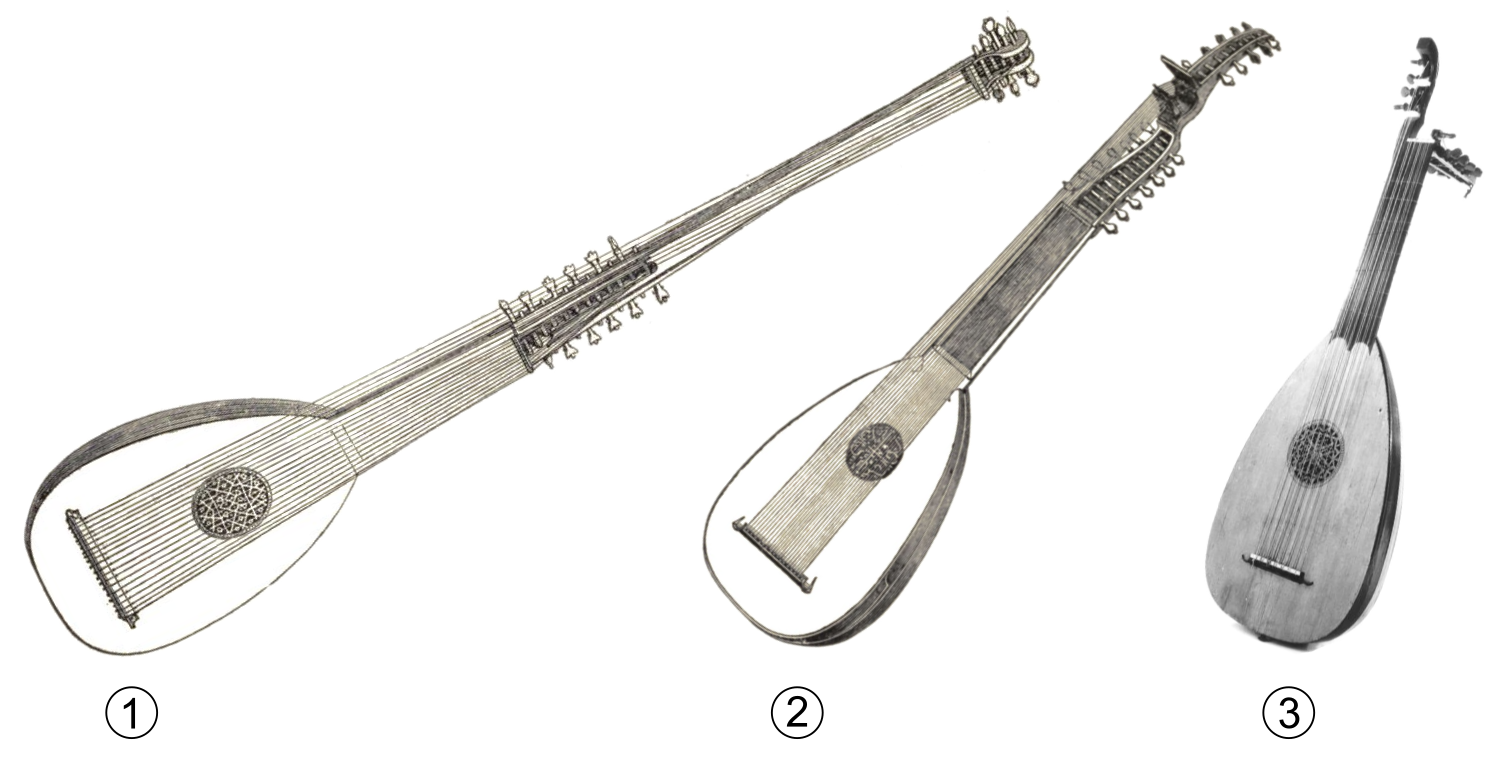
Arcylutnie wg Curta Sachsa: 1 – chitarrone, 2 – teorban, 3 – lutnia teorbanizowana

## Chitarrone
Chitarrone był prawdopodobnie pierwszą skonstruowaną arcylutnią. Powstał we Włoszech. Ma wysokość dorosłego człowieka. Komora kołkowa nie jest w nim odgięta, jak w klasycznej lutni, lecz prosta, przechodząca w znacznie wydłużoną szyjkę zakończoną drugą komorą kołkową dla strun burdonowych (5–8 sztuk). Michael Praetorius wyróżnił trzy główne rodzaje chitarrone: padewski (długości ok. 215 cm, z ośmioma parami strun melodycznych), rzymski (długości ok. 185 cm, z sześcioma parami strun melodycznych) oraz boloński (z metalowymi strunami).

## Teorban
Teorban (teorba) ma komorę kołkową strun melodycznych prostą – na przedłużeniu szyjki. Komora kołkowa strun burdonowych jest umieszczona ponad pierwszą i nieco z boku. Obydwie połączone są esowatą szyjką. Struny teorbanu były początkowo pojedyncze, a od XVIII wieku zdwajane.

## Lutnia teorbanizowana
Lutnia teorbanizowana (wł. liuto [at]tiorbato) ma główkę z komorą kołkową strun melodycznych odgiętą jak w klasycznej lutni. Komora kołkowa strun burdonowych stanowi proste przedłużenie lewej krawędzi szyjki. Obie komory są zatem usytuowane względem siebie pod kątem prostym, lub do niego zbliżonym. Ma gabaryty klasycznej lutni; jest mniejsza i lżejsza od teorbanu. Zwana bywa też lutnią francuską, ponieważ była chętnie wykorzystywana przez XVII-wiecznych lutnistów we Francji.